# طريق برومبتون القديم

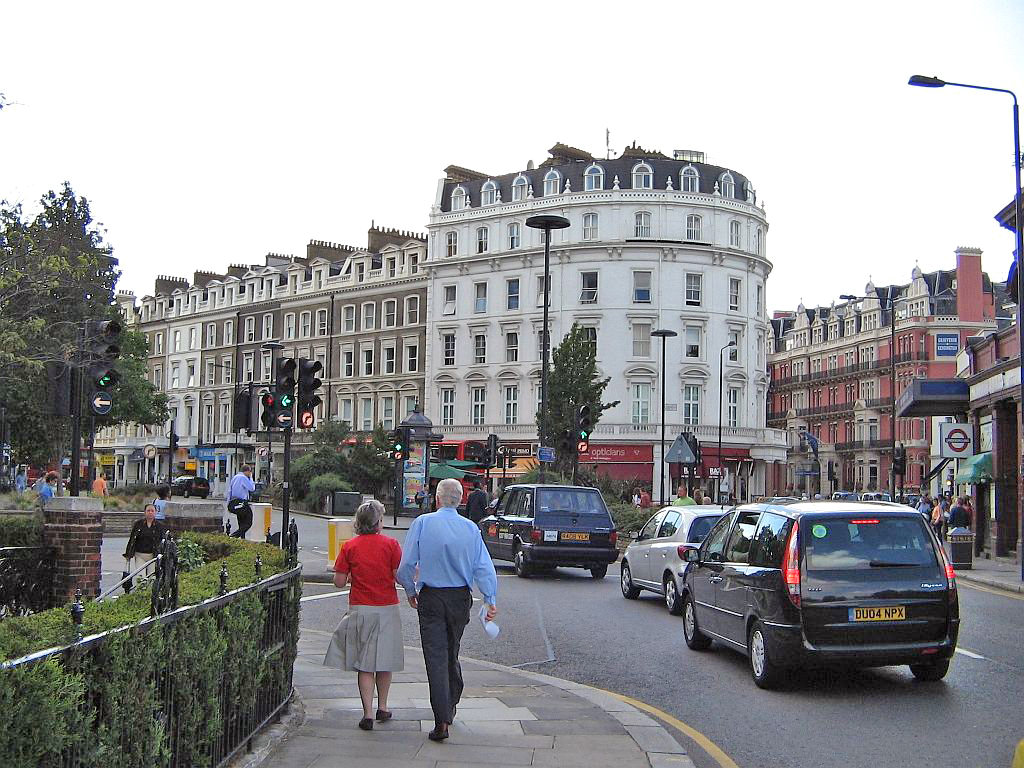
التقاطع الذي يربط طريق برومبتون القديم وشارع Pelham ، خارج محطة South Kensington للمترو.

طريق برومبتون القديم, هو أحد الشوارع الرئيسيّة لمقاطعة كنسينغتون الجنوبية، في بلدة كينسينغتون وتشيلسي الملكيّة، لندن.
يبدأ من محطة كينسينغتون الجنوبية ويمتد إلى الجنوب الغربي لها خلال منطقة سكنية رئيسيّة حتى يصل إلى غرب برومبتون والمنطقة المحيطة بمحطة قطار «ايرل», يتم تشغيله عبر الرموز البريدية SW5 و SW7.
هناك العديد من الفنادق الخمس نجوم والمحلات الراقية على طول الطريق. كريستي واحد من أشهر المزادات العلنيّة في العالم، يوجد أيضًا في طريق برومبتون ويقع قريبا من النهاية الشرقية للطريق رقم 85 م.
حانة كولرين، تقع في العدد 261, أصبحت سيئة السُمعة لكونها ساحة المطاردة لثلاثة من القتلة المتسلسلين دنيس نيلسن، مايكل لوبو وكولن أيرلندا. كما أنها ذًكرت في أغنية " Hanging Around " لـ The Stranglers, وأيضًا في كتاب Tales of the City, للمؤلف Armesead Maupin .
معلم آخر على الطريق الا وهو Troubadour, والذي كان مركزا ثقافيًا لما يزيد عن خمسين عامًا، وقد أصبح بعد ذلك واحدًا من المقاهي العتيقة حتى وقتنا الحاليّ، استضاف النادي عددًا من كبار الفنانين في مراحل مختلفة من حياتهم المهنية مثل بوب ديلان وأديل، وشهد تأسيس مجلة Private Eye في عام 1961 والعديد من مؤلفات الكتب.
حانة Drayton Arms, هي حانة ومسرح من الدرجة الثانية تقع في العدد 153 على طريق برومبتون
من أشهر زوّارها المقيمين الأميرة ديانا، أميرة ويلز قبل خطوبتها عام 1981, وزواجها اللاحق من تشارلز، أمير ويلز. شاركت شقة مع ثلاثة آخرين قبل أن تنتقل لاحقًا إلى منزل كلارينس، منزل الملكة اليزابيث الراحلة، الملكة الأم.
عادةَ، يتم الخلط بين هذا الطريق وطريق برومبتون الذي يقع إلى الشرق، في نايتسبريدج